# 지방도 제724호선
지방도 제724호선은 전북특별자치도 익산시 웅포면 고창리 신촌삼거리에서 여산면 두여리 진기삼거리를 잇는 전북특별자치도의 지방도이다.

## 주요 경유지
- 익산시
  - 웅포면 신촌삼거리 - 송천리 - 송천사거리 - 숭림사 생태통로
  - 함라면 숭림사 생태통로 - 금성교차로 - 함라교차로 - 탑고지사거리 - 금성리
  - 성당면 하와사거리 - 와초리 - 간교
  - 함열읍 간교 - 미력육교 - 상시삼거리 - 신성삼거리 - 함열읍 행정복지센터 - 정동오거리 - 남당리
  - 낭산면 용기리 - 고창삼거리 - 삼담리 - 낭산면 행정복지센터 - 삼지사거리 - 낭산사거리 - 석천삼거리 - 석천리
  - 여산면 두여리 - 진기삼거리

## 중복 구간
- 익산시 웅포면 송천사거리 ~ 함라면 금성 교차로 : 지방도 제723호선과 중복
- 익산시 함라면 금성 교차로 ~ 함라 교차로 : 지방도 제711호선과 중복

## 도로명
- 익산시 웅포면 신촌삼거리 ~ 송천사거리 : 송천로
- 익산시 웅포면 송천사거리 ~ 함라면 금성 교차로 : 백제로
- 익산시 함라면 금성 교차로 ~ 함라 교차로 : 함안로
- 익산시 함라면 함라 교차로 ~ 여산면 진기삼거리 : 함낭로